# Meroux-Moval
Meroux-Moval é uma comuna francesa na região administrativa da Borgonha-Franco-Condado, no departamento do Território de Belfort. Estende-se por uma área de 10 km², e possui 1.310 habitantes, segundo o censo de 2018, com uma densidade de 130 hab/km².
Foi criada, em 1 de janeiro de 2019, a partir da fusão das antigas comunas de Meroux e Moval.